# Johnny Saxton
Pour les articles homonymes, voir Saxton.
Johnny Saxton est un boxeur américain né le 4 juillet 1930 à Newark, New Jersey, et mort le 4 octobre 2008.

## Carrière
Il devient champion du monde des poids welters le 20 octobre 1954 en battant aux points le cubain Kid Gavilan mais perd son titre dès sa première défense contre Tony DeMarco (par arrêt de l'arbitre au 14e round le 1er avril 1955). Saxton remporte une seconde fois la ceinture des poids welters aux dépens de Carmen Basilio le 14 mars 1956 mais il s'incline lors du combat revanche organisé le 12 septembre 1956.

## Distinction
- Basilio - Saxton II est élu combat de l'année en 1956.